# André Burlot
Pour le haut fonctionnaire français, voir Gilbert Burlot.
André Burlot, né le 6 août 1897 à Saint-Brieuc (Côtes-du-Nord) et mort le 23 août 1979 à Paris, est un homme politique français.

## Biographie
Fils d'un couple d'employés des PTT, André Burlot suit des études secondaires, grâce à une bourse, à Rennes.
A l'âge de 18 ans, il s'engage dans l'armée et suit une carrière de sous-officier. Adjudant pendant la première guerre mondiale, il obtient la croix de guerre.
Rendu à la vie civile en 1919, il reste officier de réserve, et est promu capitaine en 1926.
Entre-temps, il reprend des études : passé par l'école polytechnique, il en sort ingénieur, tout en décrochant une licence de droit.
Il entame alors une carrière professionnelle comme cadre administratif dans diverses entreprises : administrateur de plusieurs sociétés, il est à partir de 1943 PDG du groupe d'assurances La Paternelle.
En 1946, il mène la liste du MRP pour l'élection de la seconde assemblée constituante dans le Loir-et-Cher. Avec 16,7 % des voix, il est élu député, et réélu en novembre (17,2 %).
Parlementaire très actif, il dépose de nombreux textes, essentiellement sur les questions financières et fiscales, et intervient très fréquemment dans les débats.
En juillet 1947, il se prononce pour une réforme administrative, déplorant la politisation des nominations, l'inflation des textes législatifs qui rendent l'administration moins efficace, ainsi que l'instabilité ministérielle qui conduit à une redéfinition fréquente des périmètres ministériels.
En juin 1948, il est rapporteur du projet de loi sur le Fonds d'investissement pour le développement économique et social des territoires d'outre-mer (F.I.D.E.S.), de celui sur le retrait du privilège d'émission de la Banque d'Indochine. En 1950, il occupe la même fonction sur le projet réorganisant le régime d'émission à Madagascar.
En 1951, avec 15,9 % des voix, il ne sauve son siège de député que grâce au large apparentement des listes de la « troisième force » dans son département. Il mène surtout campagne contre le RPF et le recours à un homme providentiel en la personne de Charles de Gaulle, qui risquerait de mener à un régime autoritaire.
Dans la suite de son travail parlementaire de la législature précédente, il se spécialise dans les questions de fiscalité et finances de l'Outre-Mer. Il est notamment rapporteur du budget de l'outre-mer de 1952 à 1955.
En 1956, il ne bénéficie pas du même niveau d'apparentement que lors des élections précédentes. Le résultat de sa liste chute encore : avec seulement 11,8 % des voix, il n'est pas réélu. Il avait anticipé ce probable échec en tentant, vainement, une candidature sénatoriale l'année précédente.
En 1958, il se présente à nouveau aux législatives, désormais au scrutin majoritaire, dans la première circonscription du Loir-et-Cher. Au premier tour, il distance le sortant et ancien ministre Robert Bruyneel, qui se désiste en sa faveur afin de faire barrage au candidat communiste, ce qui lui permet de retrouver son siège de député.
Il reprend son activité centrée sur les problèmes de l'outre-mer, intervenant dans tous les débats qui concerne ces territoires. Il défend notamment le développement de l'investissement métropolitain, ainsi que de la formation de techniciens locaux. En 1960 et 1961, il est rapporteur de la loi-programme sur l'organisation des DOM-TOM.
En 1962, il est rapporteur général du budget de la coopération. Par ailleurs, il dépose et défend de nombreux textes toujours sur ces sujets.
Sur la politique générale du gouvernement, il soutient le pouvoir presque jusqu'au bout, car il vote tout de même la censure du gouvernement Pompidou qui provoque des législatives anticipées en novembre 1962.
Ce choix, conforme aux positions du MRP, mène à sa défaite face au gaulliste Roger Goemare, qui lui succède comme député.
Il quitte alors la vie politique, et se consacre à sa carrière dans les assurances. Il est notamment président du groupe La Paternelle jusqu'en 1967.

## Détail des fonctions et des mandats
- 2 juin 1946 - 1er décembre 1955 : député de Loir-et-Cher
- 30 novembre 1958 - 9 octobre 1962 : député de la 1re circonscription de Loir-et-Cher